# This Isn't Everything You Are
This Isn't Everything You Are is een nummer van de alternatieve rockgroep Snow Patrol. Het is geschreven door Gary Lightbody en geproduceerd door Jacknife Lee, die de drie voorgaande albums Final Straw, Eyes Open en A Hundred Million Suns op produceerde. Het nummer werd op 14 oktober uitgebracht als de tweede single van de bands zesde studioalbum Fallen Empires, dat op 11 november 2011 uitkwam.

## Achtergrond
De single werd tussen 2010 en 2011 op verschillende plaatsen in zowel de Verenigde Staten als in het Verenigd Koninkrijk opgenomen en de mixing begon in mei. This Isn't Everything You Are ging op 28 september 2011 in première tijdens het radioprogramma van Zane Lowe op BBC Radio 1. De band nam het nummer vanaf het eerste optreden op 5 september 2011 meteen op in haar setlist.
Het nummer is meerdere malen opgevoerd tijdens officiële televisieverschijningen. De band begon tijdens het optreden in Later with Jools Holland, naast Fallen Empires en Called Out in the Dark. Ook waren er uitvoeringen in The Graham Norton Show, de Children in Need benefietconcert en akoestisch op de radio bij BBC One Sessions, Live at XFM, Live at RTL2.fr, RS Live en Live at RAK Studios (in samenwerking met Last.fm). Daarnaast werd het nummer ook akoestisch bij de aftrap van 3FM Serious Request 2011 en Music For Life 2011.

## Tracklist
Alle muziek en teksten zijn geschreven door Snow Patrol. 
| Nr. | Titel                                       | Duur  |
| --- | ------------------------------------------- | ----- |
| 1.  | This Isn't Everything You Are (albumversie) | 04:57 |

| Nr. | Titel                                        | Duur  |
| --- | -------------------------------------------- | ----- |
| 1.  | This Isn't Everything You Are (Radio Edit)   | 04:02 |
| 2.  | This Isn't Everything You Are (instrumental) | 04:57 |

| Nr. | Titel                                       | Duur  |
| --- | ------------------------------------------- | ----- |
| 1.  | This Isn't Everything You Are (albumversie) | 04:58 |
| 2.  | Plastic Jesus                               | 03:30 |

## Hitnoteringen

### NederlandseSingle Top 100
| Hitnotering: 22-10-2011 t/m 26-11-2011 | Hitnotering: 22-10-2011 t/m 26-11-2011 | Hitnotering: 22-10-2011 t/m 26-11-2011 | Hitnotering: 22-10-2011 t/m 26-11-2011 | Hitnotering: 22-10-2011 t/m 26-11-2011 | Hitnotering: 22-10-2011 t/m 26-11-2011 | Hitnotering: 22-10-2011 t/m 26-11-2011 | Hitnotering: 22-10-2011 t/m 26-11-2011 |
| Week:                                  | 1                                      | 2                                      | 3                                      | 4                                      | 5                                      | 6                                      |                                        |
| -------------------------------------- | -------------------------------------- | -------------------------------------- | -------------------------------------- | -------------------------------------- | -------------------------------------- | -------------------------------------- | -------------------------------------- |
| Positie:                               | 66                                     | 88                                     | 92                                     | 91                                     | 52                                     | 91                                     | uit                                    |

### VlaamseUltratop 50
| Hitnotering: 21-01-2012 t/m 04-02-2012 | Hitnotering: 21-01-2012 t/m 04-02-2012 | Hitnotering: 21-01-2012 t/m 04-02-2012 | Hitnotering: 21-01-2012 t/m 04-02-2012 | Hitnotering: 21-01-2012 t/m 04-02-2012 |
| Week:                                  | 1                                      | 2                                      | 3                                      |                                        |
| -------------------------------------- | -------------------------------------- | -------------------------------------- | -------------------------------------- | -------------------------------------- |
| Positie:                               | 44                                     | 46                                     | 44                                     | uit                                    |

### NPO Radio 2 Top 2000
| Nummer met noteringen in de NPO Radio 2 Top 2000 | '12  | '13  |
| ------------------------------------------------ | ---- | ---- |
| This Isn't Everything You Are                    | 1629 | 1806 |

1. ↑  Een vetgedrukt getal geeft de hoogste notering aan.
2. ↑  2012 was het eerste jaar met een notering voor dit nummer.
3. ↑  Deze tabel is bijgewerkt tot en met de laatste editie (2024).